# ديف بوتس
ديف بوتس (بالإنجليزية: Dave Boots)‏ هو مدرب كرة سلة أمريكي، ولد في 18 نوفمبر 1955.